# Biton crassidens
Biton crassidens är en spindeldjursart som beskrevs av Lawrence 1935. Biton crassidens ingår i släktet Biton och familjen Daesiidae. Inga underarter finns listade.